# Edificios y arquitectura de Bristol

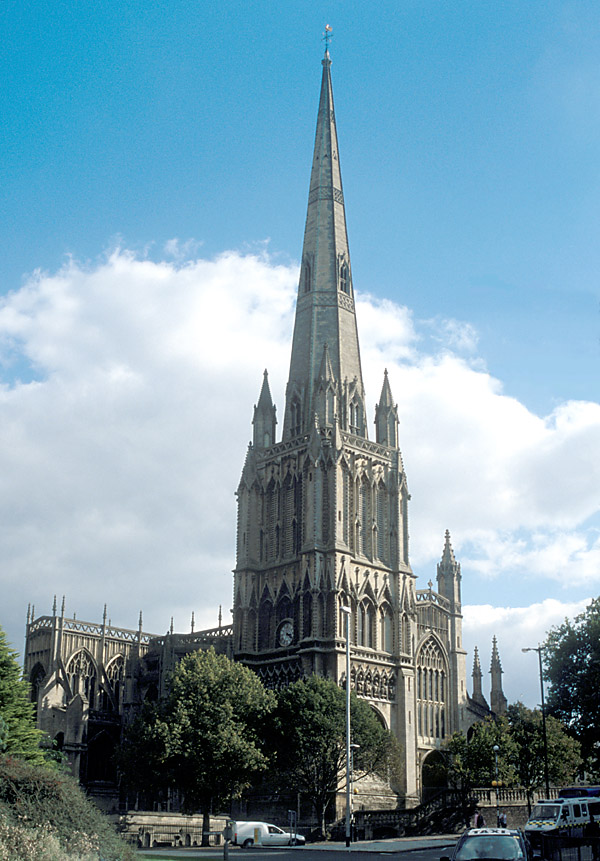
Iglesia de St. Mary Redcliffe vista desde el noroeste

Bristol, la ciudad más grande del suroeste de Inglaterra, muestra una combinación ecléctica de estilos arquitectónicos, variando desde el estilo medieval al brutalismo del siglo XX y más adelante. Durante la mitad el siglo XIX, se desarrolló un estilo arquitectónico único en la ciudad conocido como el bizantino de Bristol, del cual quedan varios ejemplos.

## Época medieval (siglos XI a XIV)

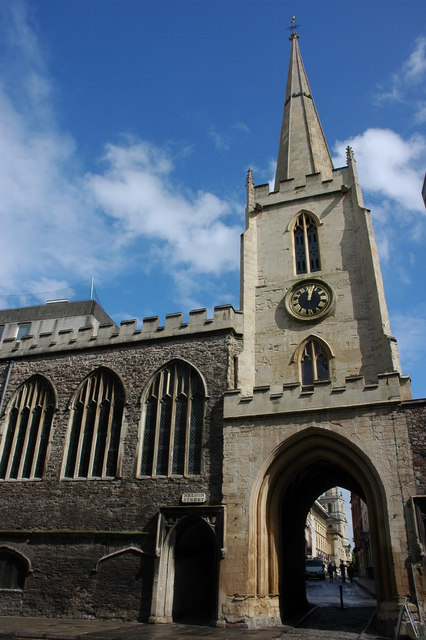
Iglesia de San Juan Bautista con la torre sobre la puerta de la ciudad.

### Edificios defensivos
En la época medieval la ciudad estaba defendida por un castillo normando. En el siglo XVI, después de pasar a ser propiedad de los Reyes de Inglaterra, cayó en desuso. Cromwell lo hizo destruir en 1656.
La ciudad tenía extensas murallas en la Edad Media, de las que solo quedan vestigios en la actualidad.

## Tudor (siglos XV a principios del XVII)
La Red Lodge, la Lonja Roja, fue construida en 1580 por John Yonge como lonja para el comercio. 

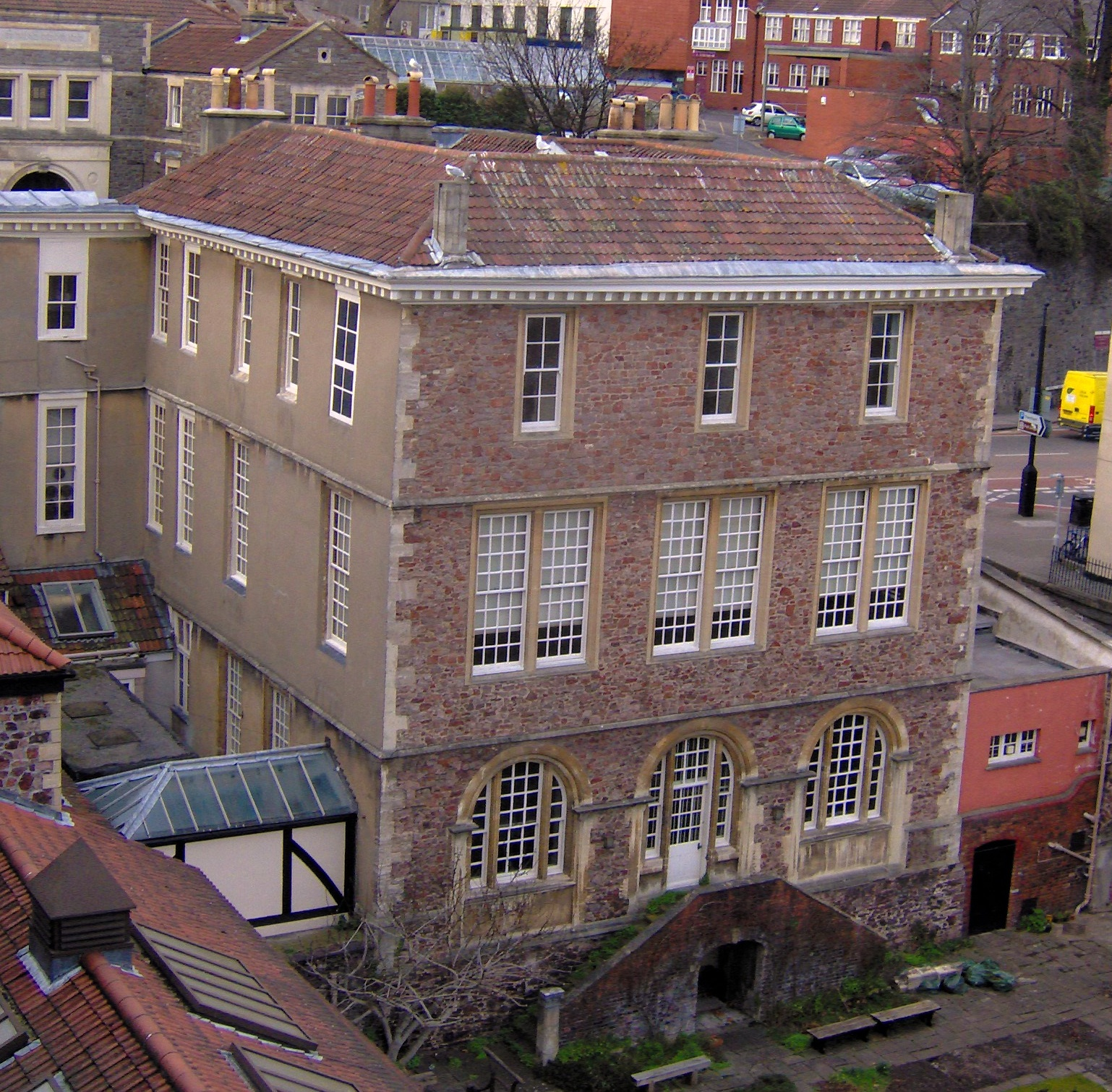
La Red Lodge, la lonja roja.

## Periodo estuardo (1666–1713)

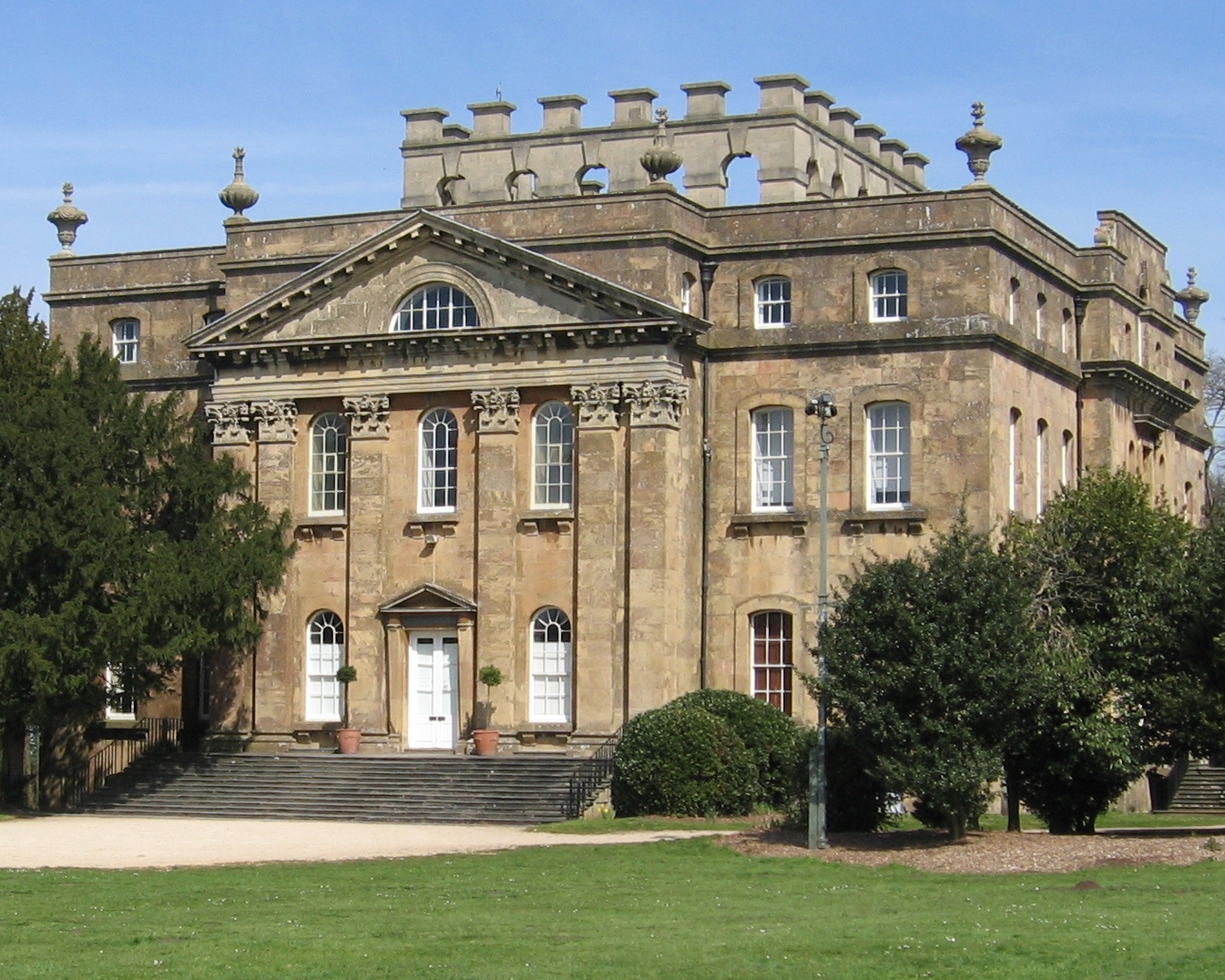
Casa Kings Weston.

## Periodo georgiano (siglos XVIII a principios del XIX)

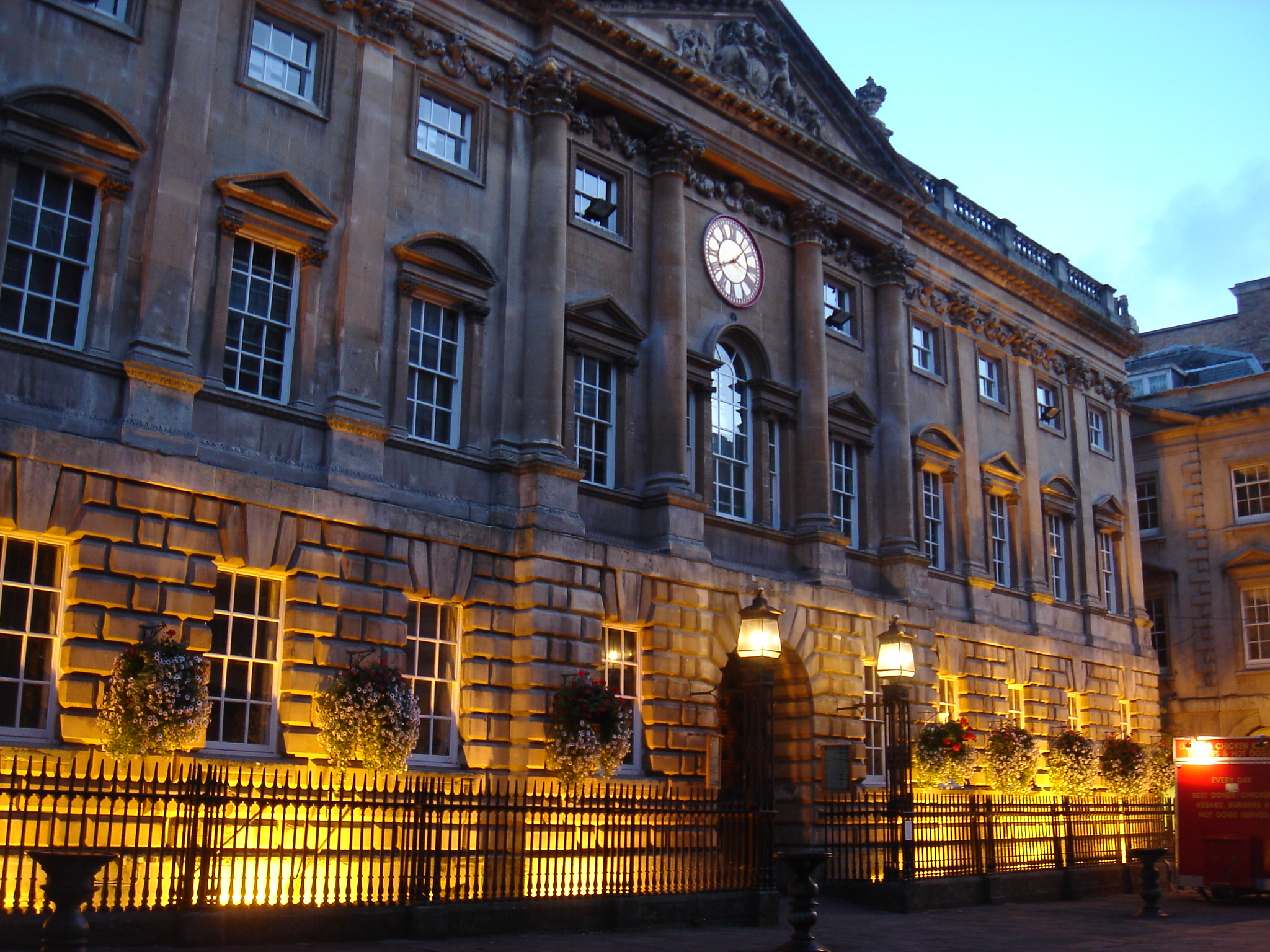
El edificio conocido como Exchange.

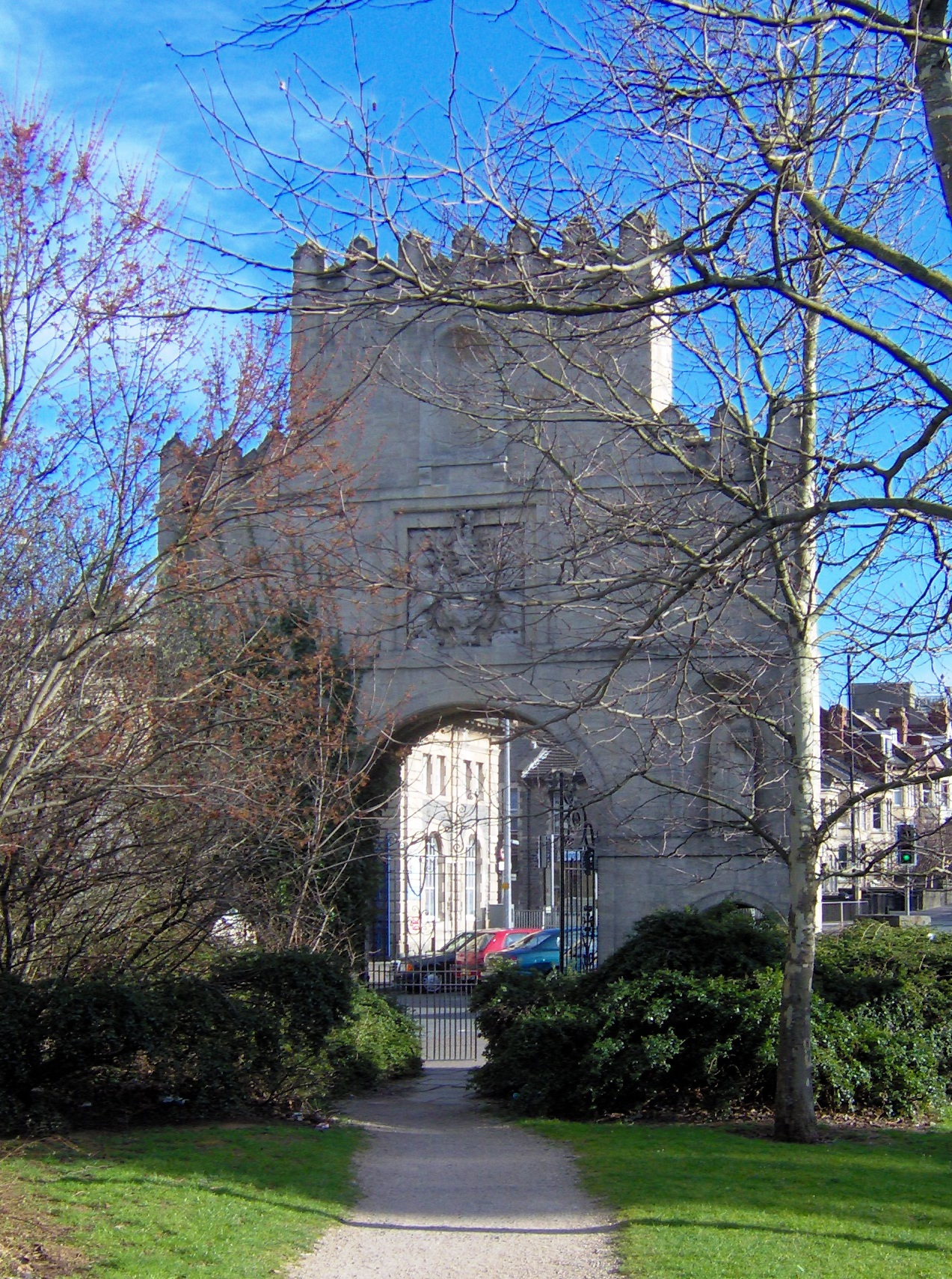
Arco del Triunfo en el patio de Arno.

### Regencia (principios del siglo XIX)

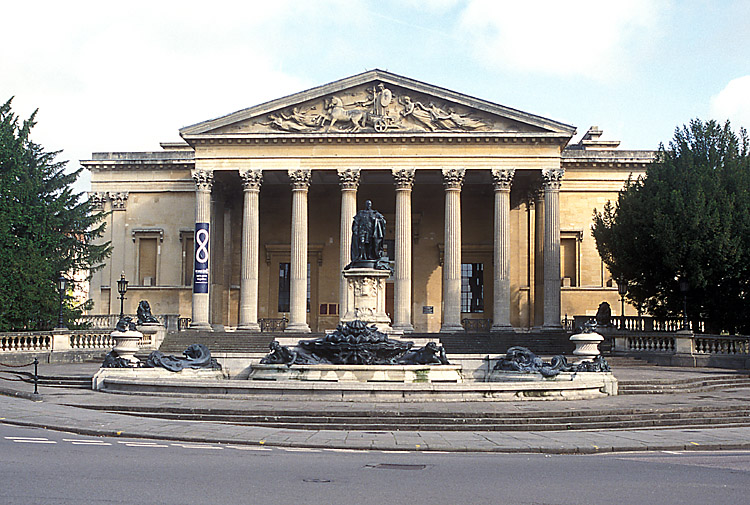
Las Victoria Rooms.

## Periodo victoriano (siglo XIX tardío)
El periodo victoriano coincidió con una época de expansión de la ciudad, tanto en su corazón industrial, alrededor de los muelles, como en los suburbios, particularmente en Clifton.

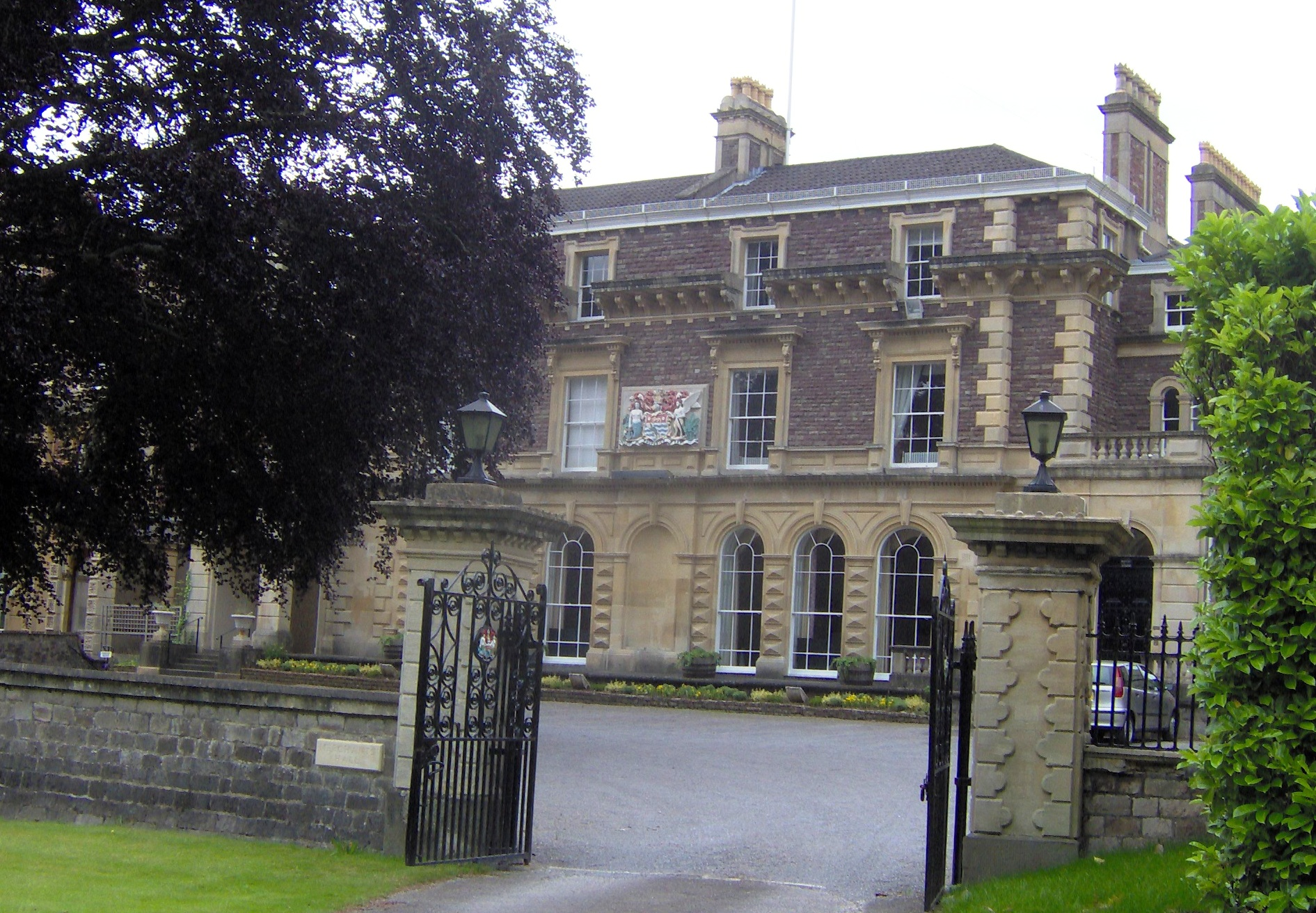
Merchant Hall, en Clifton Down.

### Periodo industrial
Una característica notable de la arquitectura de la ciudad es el llamado estilo bizantino de Bristol. Se caracteriza por ladrillos policromados y arcos decorativos. Se usó este estilo en la construcción de fábricas, almacenes, y edificios municipales durante la época victoriana.

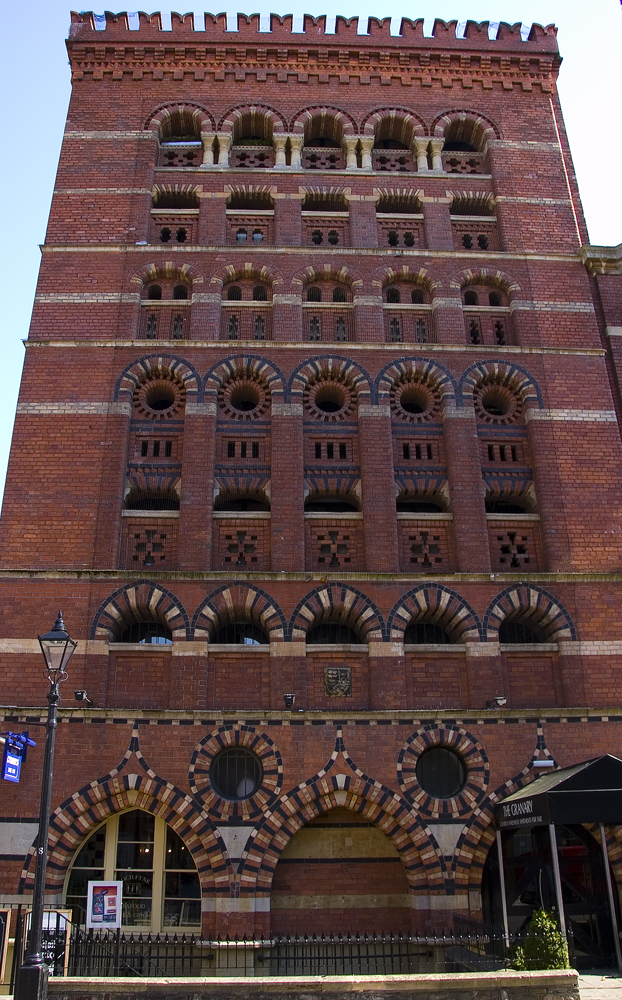
El Granary (granero), del denominado estilo bizantino de Bristol.

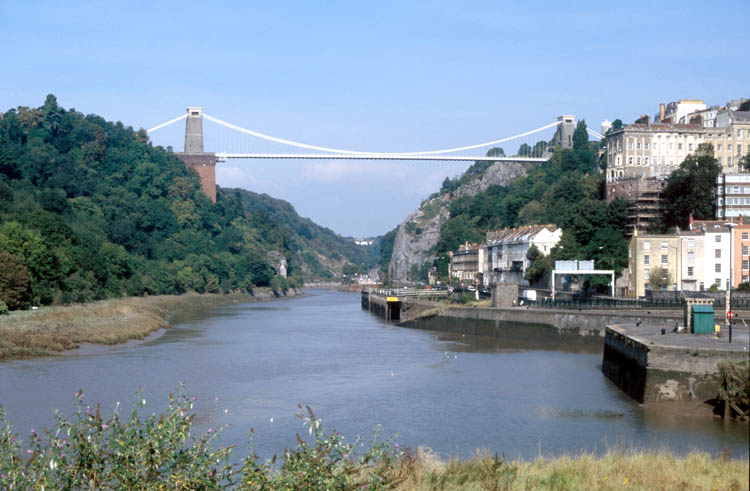
Puente colgante de Clifton.

## Siglo XX

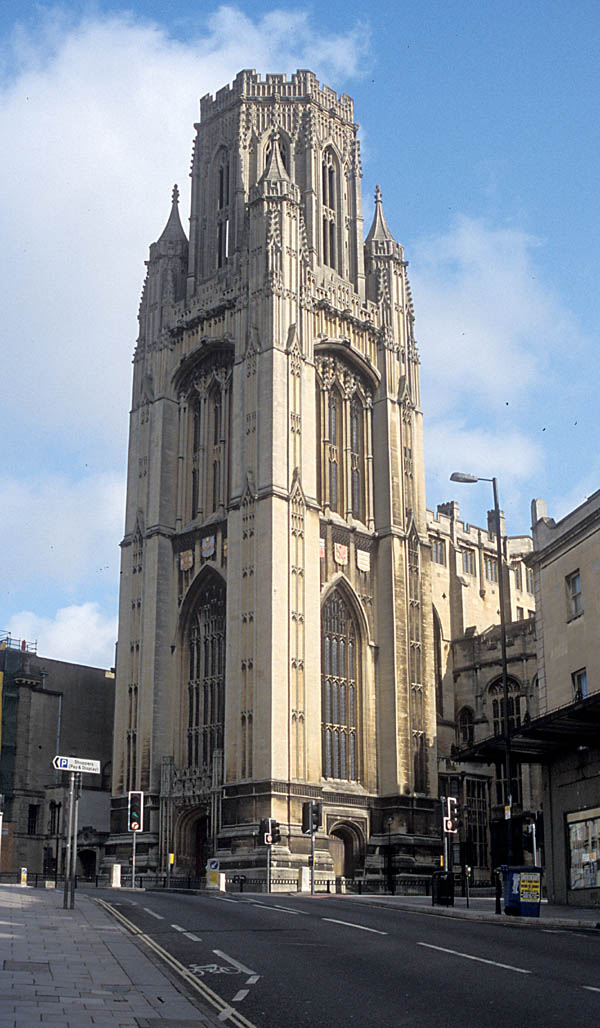
Edificio Conmemorativo de Wills

## Siglo XXI

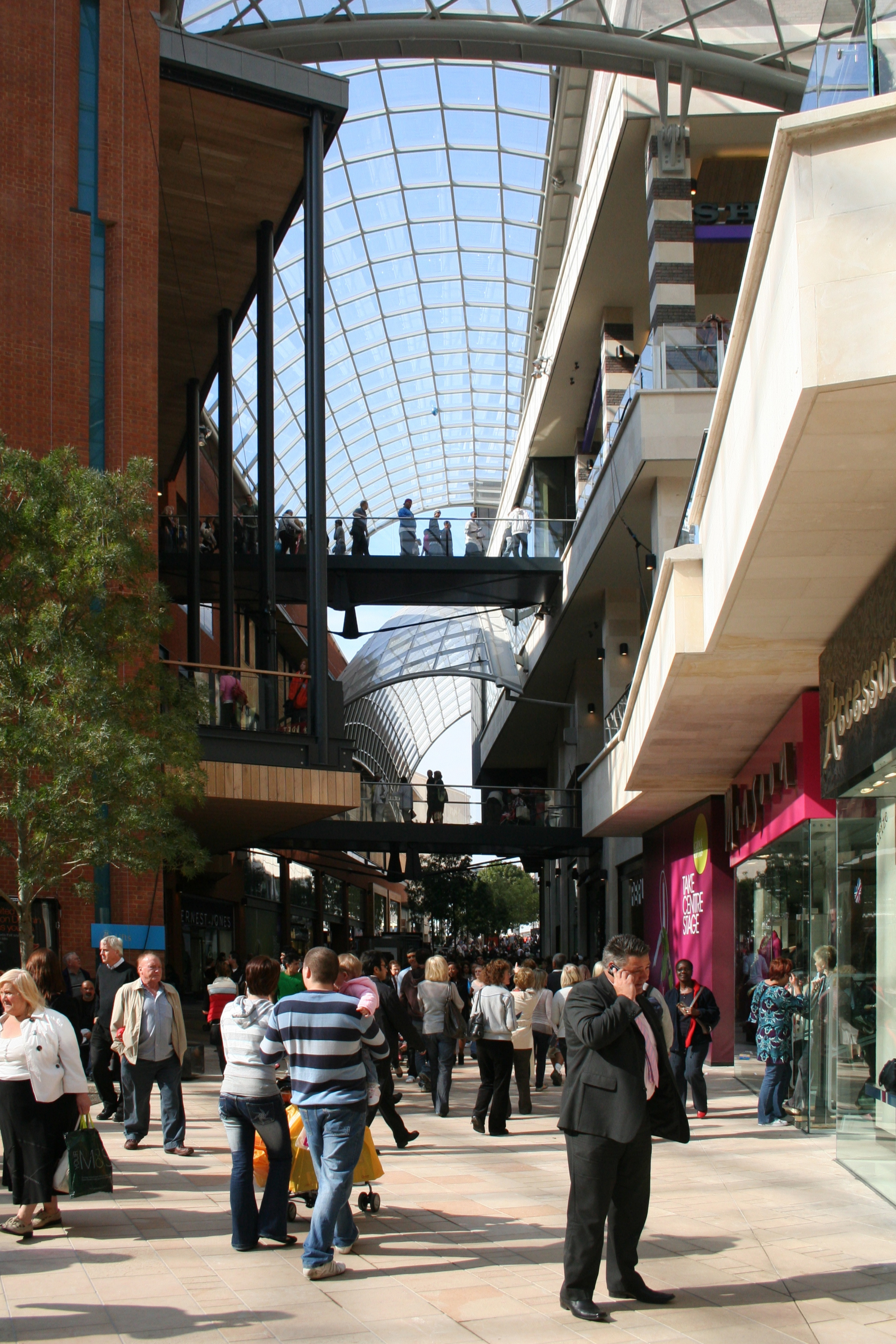
El Centro Comercial Cabot Circus, inaugurado en 2008.

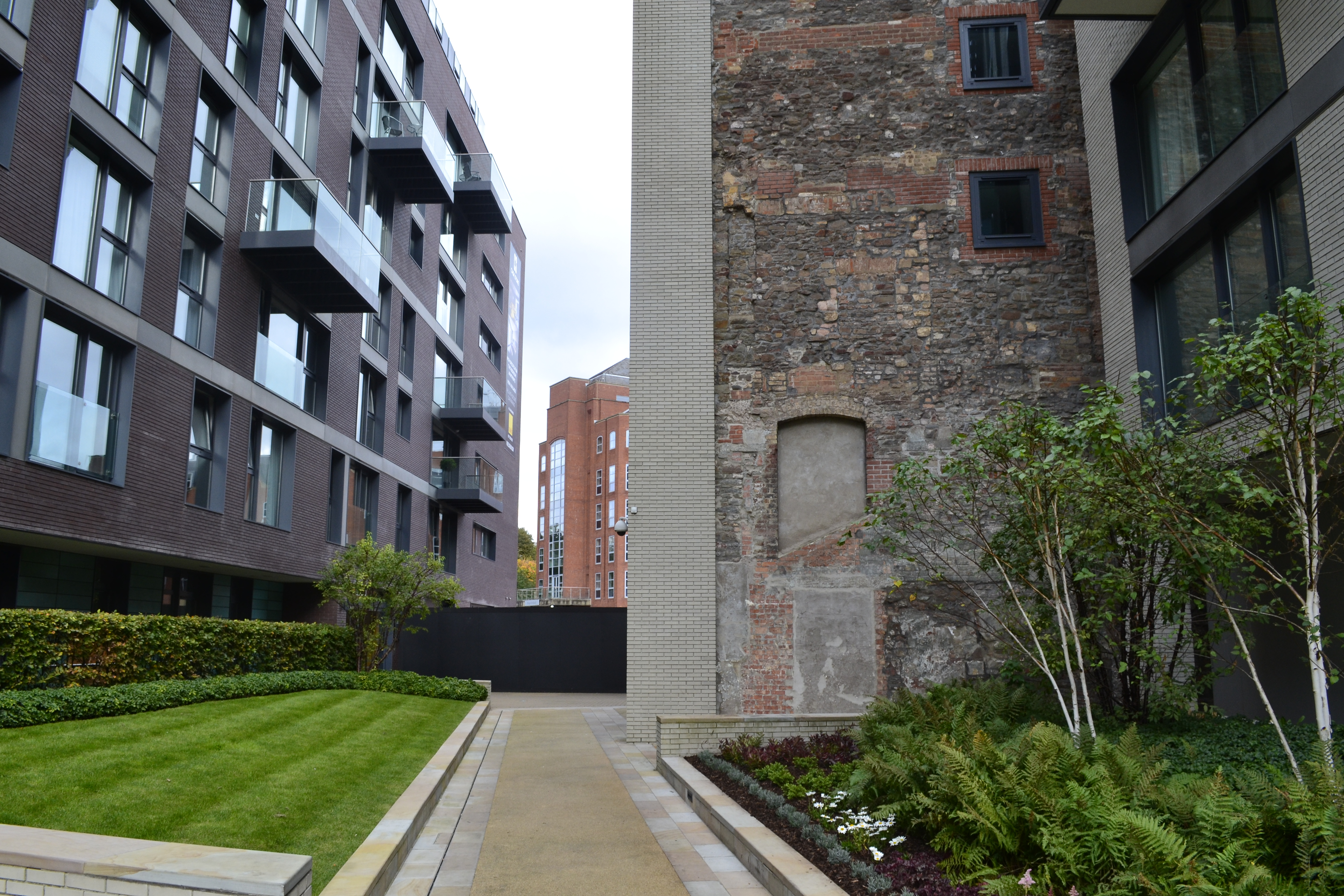
Desarrollo en el que incorpora la regeneración de edificios de cervecerías históricas a lo largo del puerto flotante

## Edificios más altos de Bristol
| Orden | Edificio                          | Área                | Altura | Altura | Pisos | Fecha de construcción  |
| ----- | --------------------------------- | ------------------- | ------ | ------ | ----- | ---------------------- |
| Orden | Edificio                          | Área                | m      | pies   | Pisos | Fecha de construcción  |
| 1     | St Mary Redcliffe                 | Redcliffe           |        |        |       | Acabado en el siglo XV |
| 2     | Castlemead                        | Lower Castle street |        |        | 19    | 1973-1981              |
| 3     | Edificio Conmemorativo a Wills    | UoB, Clifton        |        |        |       | 1925                   |
| 4     | Iglesia de Cristo (Christ Church) | Clifton             |        |        |       | 1885                   |
| 5     | Eclipse                           | Harvey Nichols      |        |        | 14    | 2008                   |
| 6     | Casa Avon                         | Haymarket           |        |        | 18    | 1972                   |
| 7     | Torre Colston                     | Avenida Colston     |        |        | 18    | 1973                   |
| 8     | Casa Froomsgate                   | Rupert street       |        |        | 15    | 1971                   |
| 9     | Edificio Antiguo Bristol y oeste  | Marsh street        |        |        | 17    | 1967                   |
| 10    | Calle Redcliffe,1                 | Redcliffe Street    |        |        | 15    | 1964                   |
| 11    | Greyfriars                        | Lewin's Mead        |        |        | 14    | 1974                   |